# 川口顺子
川口顺子（1941年1月14日—），日本女外交家。川口出生于东京，毕业于东京大学，在美国耶鲁大学取得经济学硕士。

## 生平
- 1957年（昭和32年） 於美國留學1年(AFS4期生)
- 1961年（昭和36年）3月 筑波大學附屬高等學校畢業
- 1965年（昭和40年）3月 東京大学教養學部教養学科畢業
- 1965年（昭和40年）4月 進入通產省
- 1972年（昭和47年）6月 耶魯大學經濟學系研究生院硕士
- 1990年（平成2年） 8月 任日本驻美国大使館公使
- 1992年（平成4年） 6月 任通商産業省大臣官房審議官（負責地球環境問題）
- 1993年（平成5年） 7月 辞职　　　9月 任三得利公司常务董事
- 2000年（平成12年）7月 自三得利公司辞职　任環境廳長官（第2次森喜朗内閣）
- 2001年（平成13年）1月 任環境大臣
- 2002年（平成14年）2月 任外務大臣
- 2004年（平成16年）9月 任内閣總理大臣補佐官（負責外交）
- 2005年（平成17年）9月 辭任内閣總理大臣補佐官
- 2005年（平成17年）10月 参议院神奈川县補選當選
- 2007年（平成19年）7月 参议院比例区當選

## 荣誉

### 日本勋章奖章
- 旭日大绶章（2017年4月29日公布）

### 外国勋章奖章
- 墨西哥阿兹特克雄鹰大绶勋章（西班牙语：Orden Mexicana del Águila Azteca）（墨西哥，2003年12月8日公布[1]）：墨西哥总统比森特·福克斯·克萨达于2003年10月15日至18日对日本进行国事访问。

## 著作
- 小学館、2006年6月
  - 自傳。
- 關西学院大学出版會、2005年4月。（共著） 佐藤行雄、村田俊一、安井至、弓削昭子。